# Gmina Niemcza
Gmina Niemcza je polská městsko-vesnická gmina v okrese Dzierżoniów v Dolnoslezském vojvodství. Sídlem gminy je město Niemcza. V roce 2020 zde žilo 5 411 obyvatel.
Gmina má rozlohu 71,9 km² a zabírá 15,0 % rozlohy okresu. Skládá se z 10 starostenství.

## Části gminy
Starostenství
Chwalęcin, Gilów, Gola Dzierżoniowska, Kietlin, Ligota Mała, Nowa Wieś Niemczańska, Podlesie, Przerzeczyn-Zdrój, Ruszkowice, Wilków Wielki